# Zum Franziskaner
Se även det traditionsrika värdshuset Zum Franziskaner i centrala München.

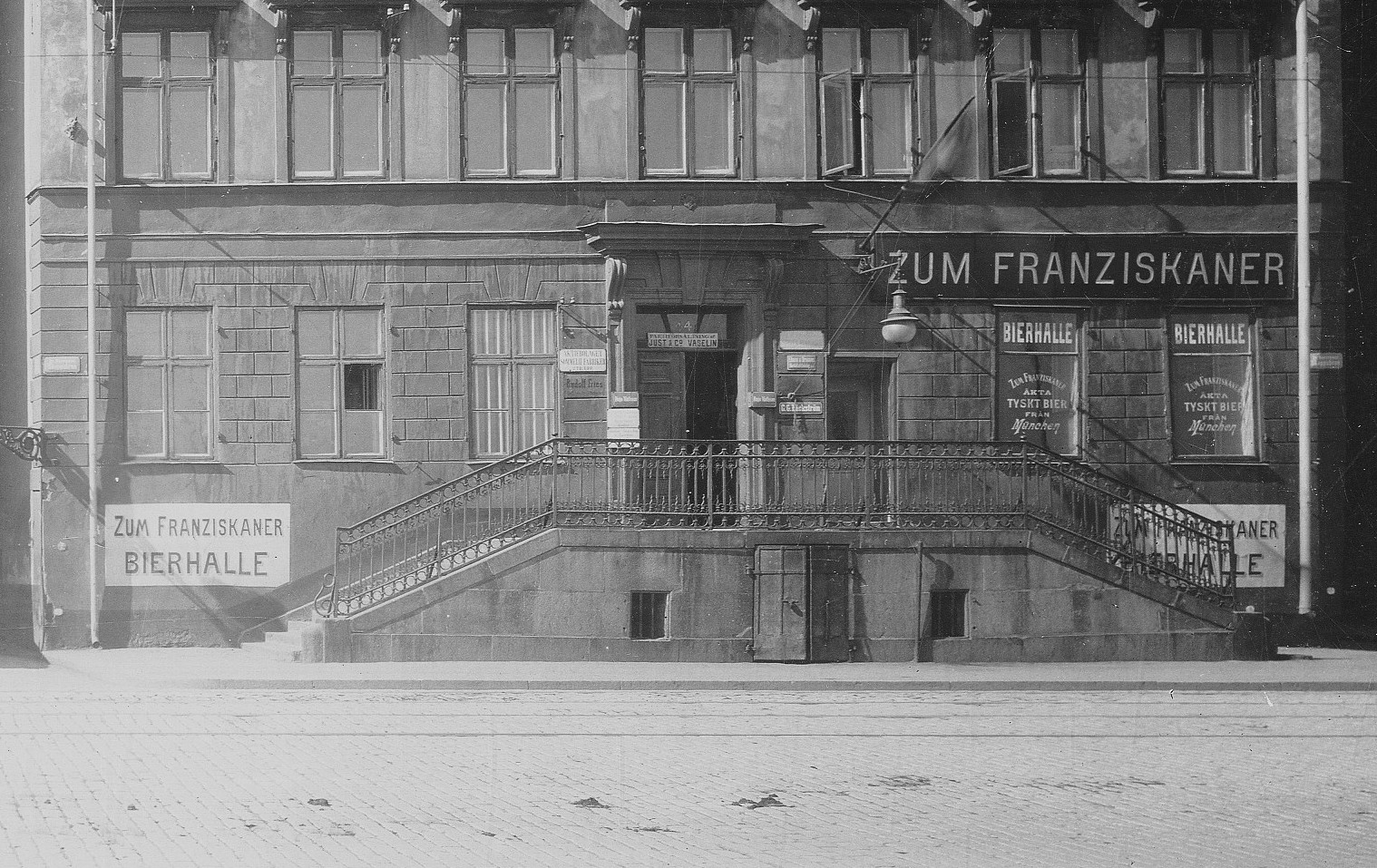
"Zum Franziskaner" i gamla huset 1907.

Zum Franziskaner är en anrik krog och ölhall, som öppnades av fru Augusta Engelbrecht den 23 december 1889 vid Skeppsbron 44 i Gamla stan, Stockholm. Av Stockholmare kallas restaurangen ibland även kort "Zum" (med uttalet sum).

## Historik och nutid

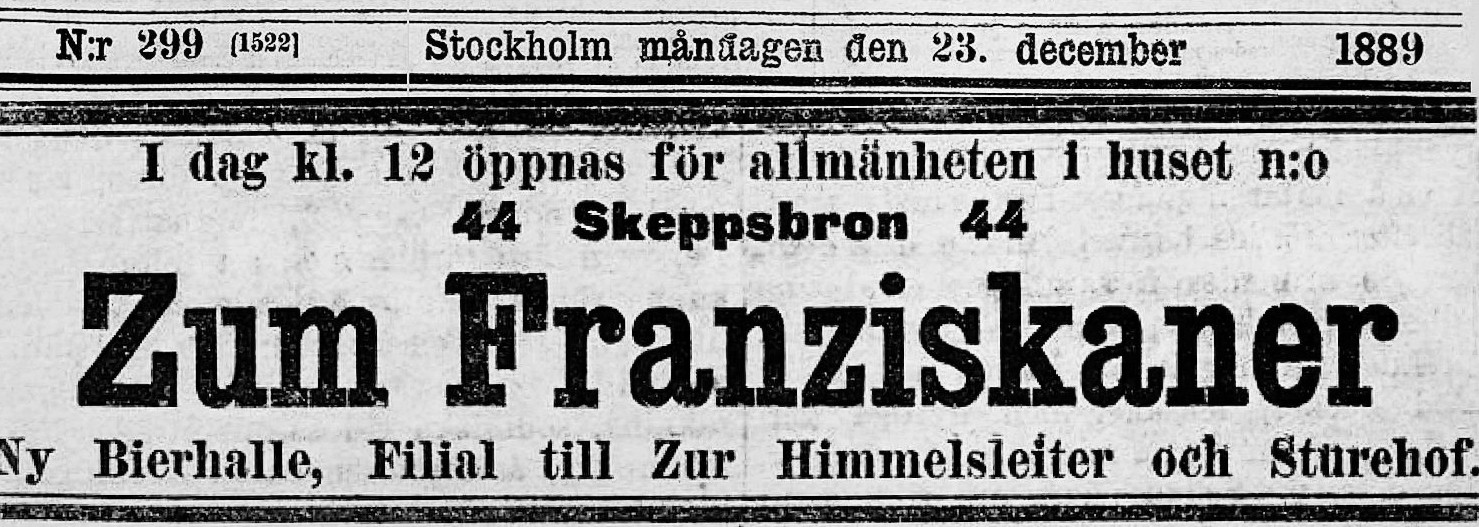
Öppningsannons den 23 december 1889.

Det har tidigare ryktats att Zum Franziskaner grundades 1421. Detta i samband med att kung Erik av Pommern tillät munkarna att ta betalt för mat och dryck. Ny forskning visar däremot att det kan vara en skröna och att ingen obruten verksamhet har registrerats sedan äldre tider än 1800-talet. I sina egna handlingar uppger man anno 1622. Enligt en tidigare ägare var 1622 året man påstod att Zum Franziskaner etablerades på nuvarande adress.
"Zum Franziskaner" öppnades den 23 december 1889 i ett 1600-talshus vid Skeppsbron som en filial till restaurangen "Zur Himmelsleiter" i Stockholm. På skyltfönstret skyltades Bierhalle (ölhall) och att man serverade ”äkta tyskt Bier från München”. Det nuvarande huset stod färdigt 1910. En stor del av jugendinredningen från 1910, inklusive jugendlampor, är bevarad. Namnet Zum Franziskaner kommer från den tyska Franciskanorden, en mendikantorden (tiggarorden) som levde efter Franciskus av Assisi ordensregler. 
Restaurangen fick nya ägare 2017 som då hävdade att den, med samma namn och läge sedan 1889, måste vara en av Stockholms äldsta restauranger. Numera serveras svensk och sydtysk husmanskost, liksom svensk och bayersk fatöl från småbryggerier, särskilt i Franken, det vill säga området omkring Bamberg. 
Stora matsalen närmast ingången från Skeppsbron är en restaurang. Längre in i lokalen finns Zum Franziskaners Bakficka, som närmast kan beskrivas som en ölhall. Här brukar finnas så kallad självrunnen öl, vilket innebär att en kran har körts in i ölfatet och ölet sedan tappas utan hjälp av någon drivgas.

## Bilder

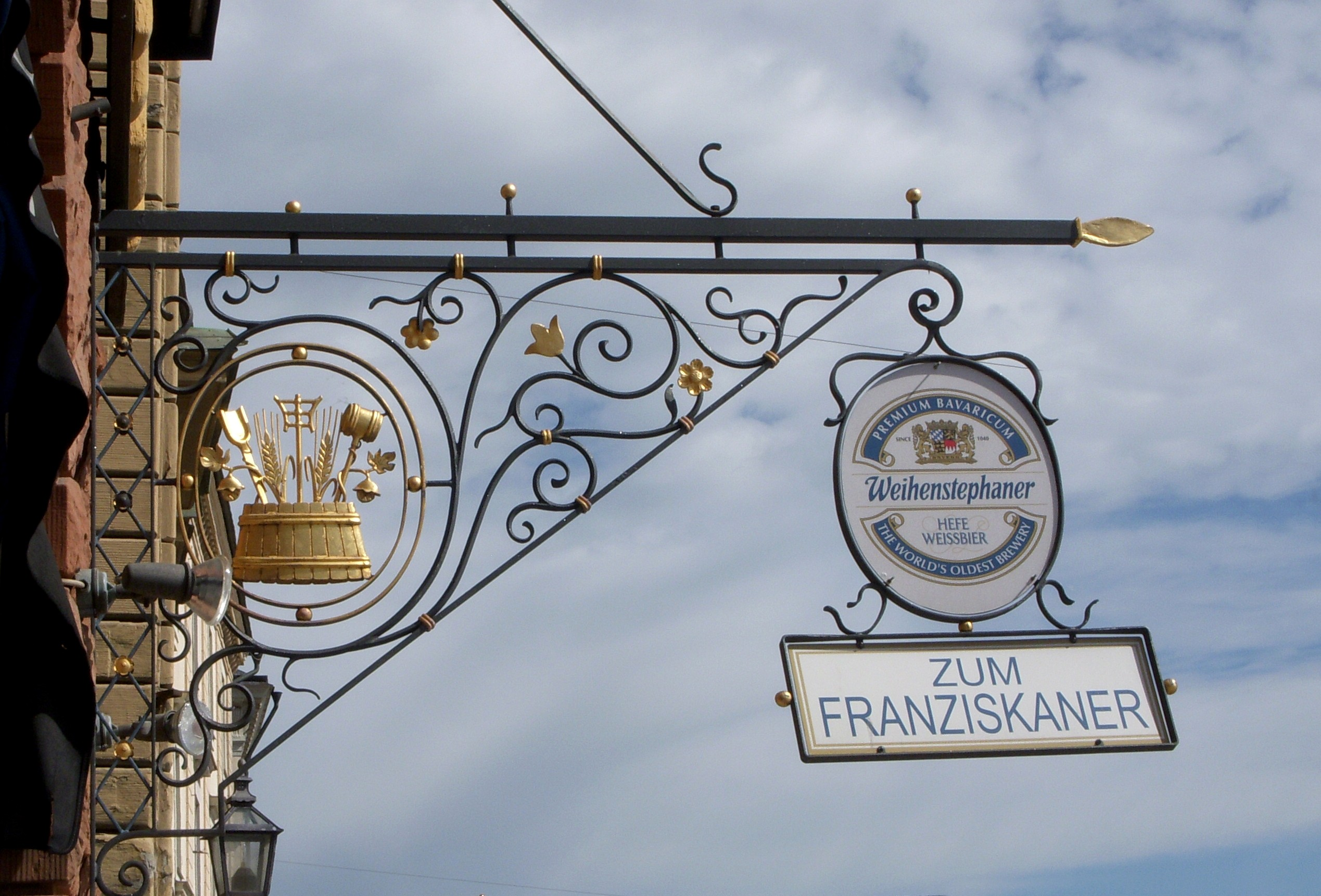
Restaurangens flaggskylt
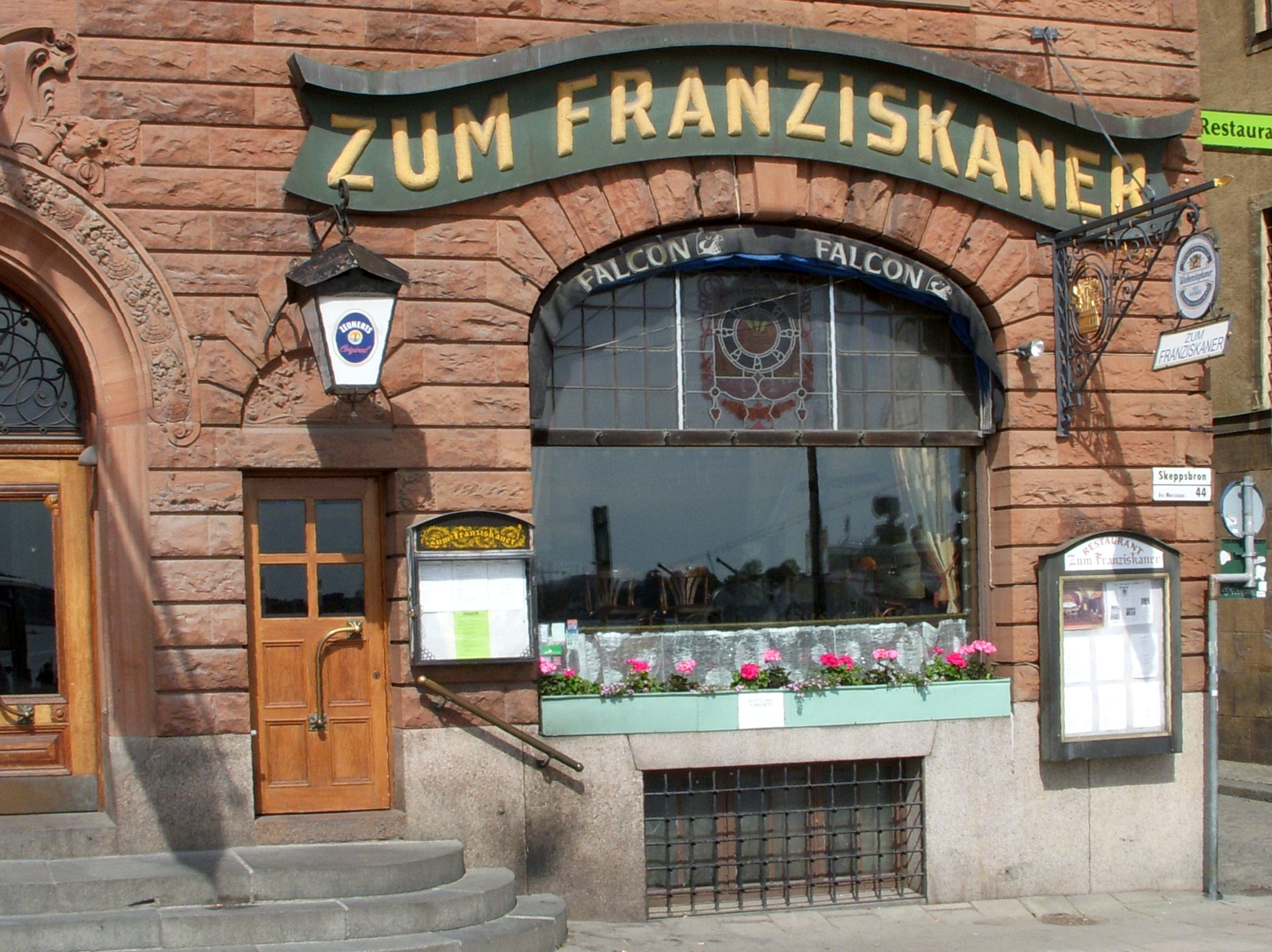
Entrén Skeppsbron 44
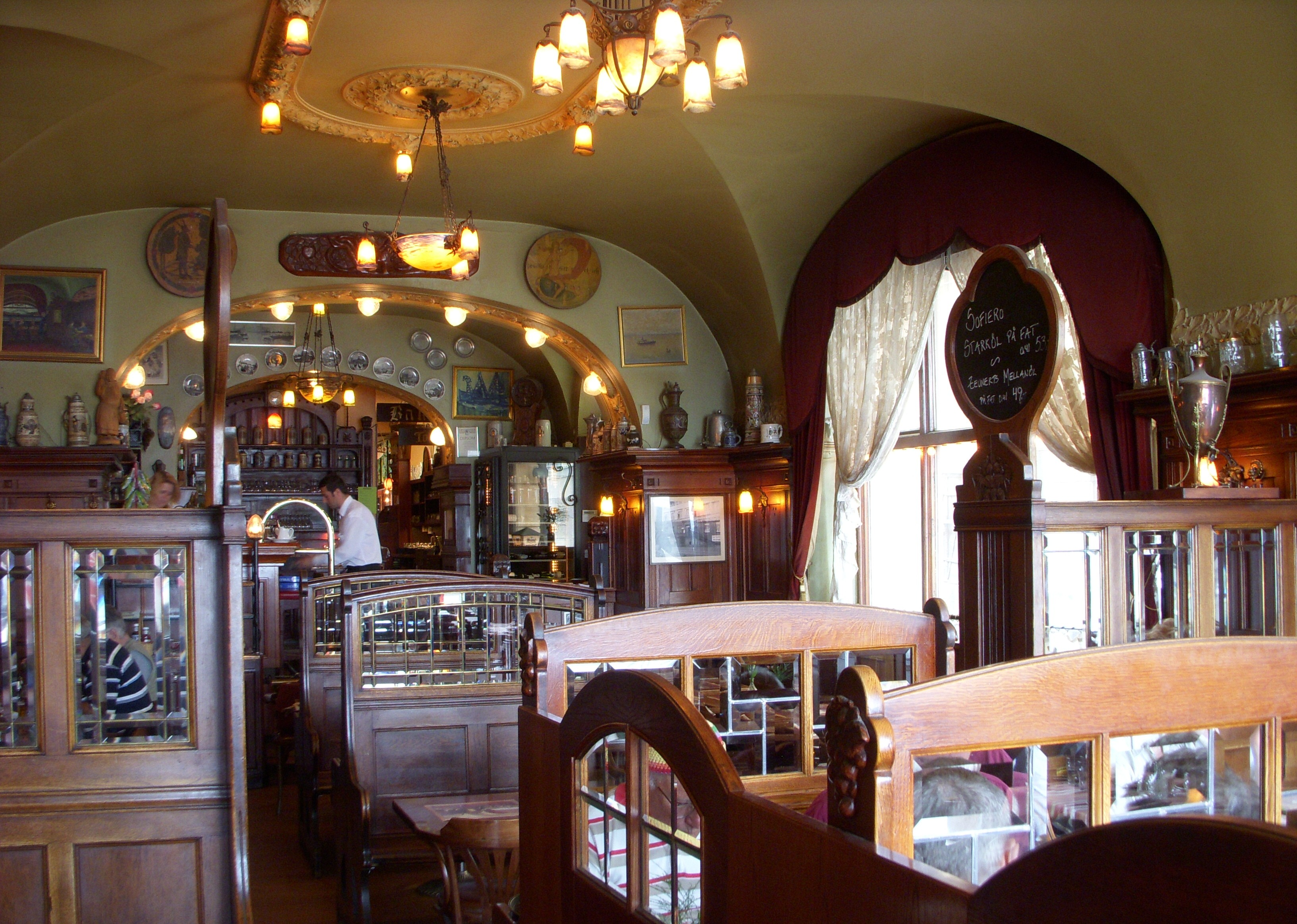
"Zum Franziskaner" interiör
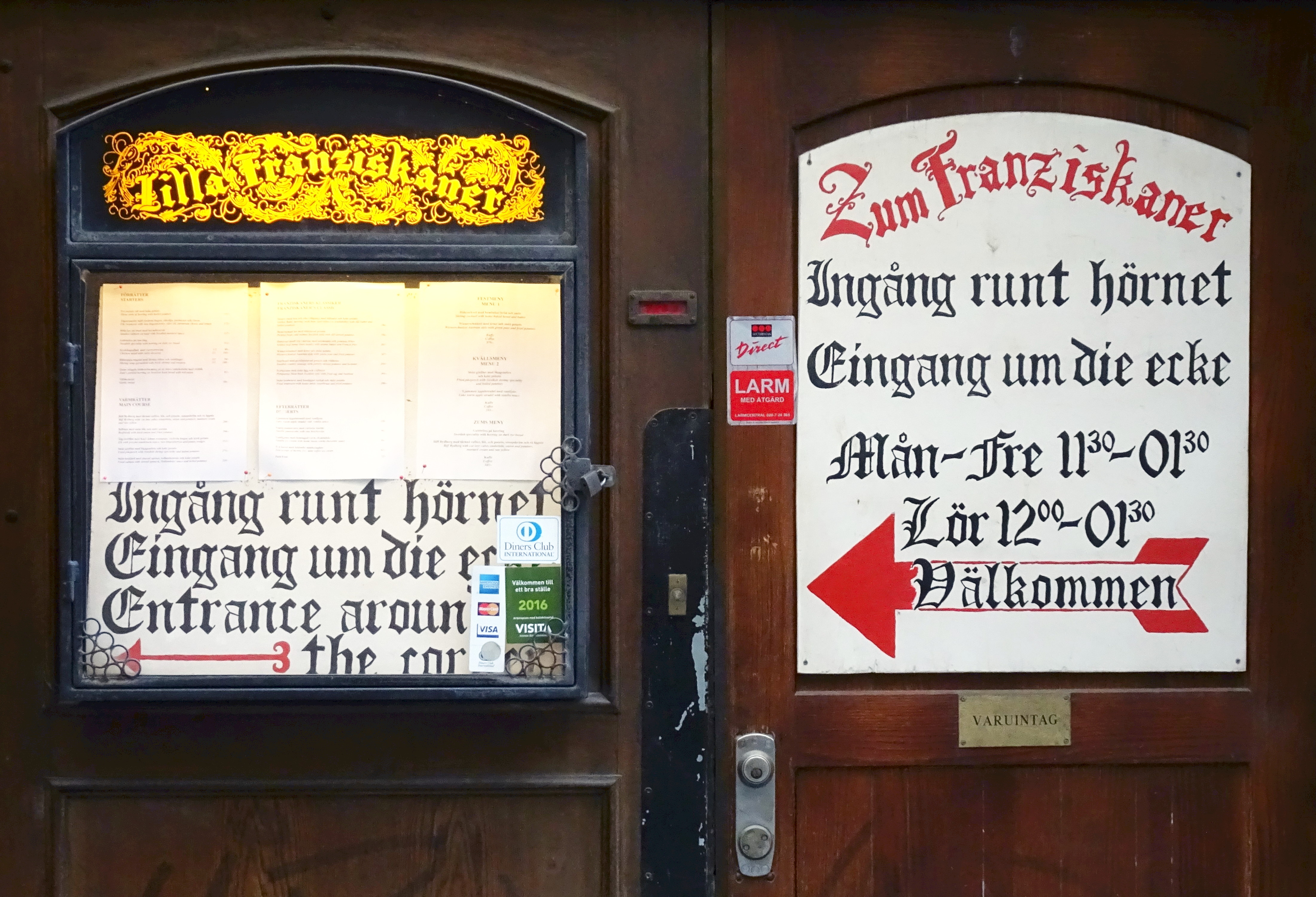
Skylt vid Södra Bankogränd